# I Get Wet
I Get Wet è il primo album in studio ufficiale del musicista statunitense Andrew W.K., pubblicato nel 2001.

## Tracce
1. It's Time to Party – 1:30
2. Party Hard – 3:04
3. Girls Own Love – 3:13
4. Ready to Die – 2:54
5. Take It Off – 3:10
6. I Love NYC – 3:11
7. She Is Beautiful – 3:33
8. Party til You Puke – 2:34
9. Fun Night – 3:23
10. Got to Do It – 3:55
11. I Get Wet – 3:23
12. Don't Stop Living in the Red – 1:42